# Нилс Фредрик Дал
Нилс Фредрик Дал (на норвежки: Niels Fredrik Dahl) е норвежки журналист, сценарист, драматург, поет и писател на произведения в жанра социална драма и лирика.

## Биография и творчество
Нилс Фредрик Дал е роден на 11 май 1957 г. в Норвегия. Следва журналистика.
Дебютира през 1985 г. с пиесата Ten minutes for three men (Десет минути за трима мъже). За пиесата си Som torden (Като гръм) получава наградата „Ибсен“ и наградата Fringe First в Единбург през 2002 г. През 2006 г. театър „Рикс“ представя премиерата на пиесата му „Хенрик и Емили“, която е написана във връзка с годината на Ибсен.
Първата му книга, стихосбирката I fjor var litt av en natt (Миналата година беше страхотна нощ), е издадена през 1988 г.
Дебютният му роман „Журналистът“ е публикуван през 1997 г. Вторият му роман, „По пътя към един приятел“ е издаден през 2002 г. Героят Вилгот разказва за детството си в обикновен квартал на Осло – наблюденията си на съседите, приключенията в училище, из квартала, в мазето на блока, с приятелите му, с оригиналните съседи, до съдбовния миг, белязал живота му. Романът е история без сантименталност за взаимоотношенията между родители и деца, за истинското приятелство, и за пътят към него. Романът получава престижната литературна награда „Браге“ на Съюза на норвежките издатели и е номиниран за наградата на критиката.
Следващият му роман от 2003 г., „Миналото лято“, представя историята на героя на средна възраст, който си спомня за перфектната любов през миналото лято, приятната атмосфера на разходки и вечери край езерото, но и мига, когато нещо ще прекъсне тази идилия, с лаконичност и точност той не крие нищо от себе си, изразява нуждите на тялото си и на душата си, но в същото време е разкъсан и напълно неуверен.
Романът му „Хере“ е издаден през 2009 г. е история за обречен любовен триъгълник, и за мъж, Бернхард Хере, който не може да се помири със самия себе си, за еротична фиксидея и за напразната надежда да попиеш от чуждия блясък, роман за израстването и възмъжаването.
През 2017 г. е публикуван романът му „Майка в нощта“. Главният герой отваря дневника на майка си, която е починала преди години, и с която не са били близки. Дневникът се превръща във врата към мъчително и крехко разбиране на отношенията им, за просветляващо изображение на детството, семейството, любовта и пристрастяването.
Романите му са добре приети както от критиците, така и от публиката и са преведени на редица езици.
Той също така е автор на сценарии за няколко телевизионни сериала, включително Hotel Cæsar и Soria Moria. Освен това превежда стихосбирката „Поет в Ню Йорк“ на Федерико Гарсия Лорка на норвежки език.
През 2001 г. се жени за писателката Лин Улман, с която има дъщеря. От първия си брак той има две деца, а тя едно.
Нилс Фредрик Дал живее със семейството си в Осло.

## Произведения

### Самостоятелни романи
- Journalisten (1997)[1][3][4]
- På vei til en venn (2002) – награда „Браге“
По пътя към един приятел, изд.: „Унискорп“, София (2006), прев. Любен Павлов
- I fjor sommer (2003)
Миналото лято, изд.: „Унискорп“, София (2012), прев. Надежда Станимирова
- Herre (2009)
Хере, изд.: „Унискорп“, София (2016), прев. Стела Джелепова
- Mor om natten (2017)

### Поезия
- I fjor var litt av en natt (1988)[1][4]
- Branngater (1992)
- Antecedentia (1995)
- Min tredje muskel (1999)
- Norsholmen (2010) – поема
- Vi har aldri vært her før (2011)
- Dette er et stille sted 1995 – 2017 (2017)

### Сборници
- Fluenes gate (1990)[1][4]

### Новели
- Fluenes gate (1990) [4]

### Пиеси
- Ten minutes for three men (1985)[5]
- En banal historie (1986) – за радиотеатър
- Meeting with from D (1990)
- Nakenbaderne (1991) – за радиотеатър[4]
- Vanlig rødvin (1995)
- Som torden (2000) – награда „Ибсен“
- Henrik og Emilie (2006)

### Преводи
- Federico Garcia Lorca: Dikter i New York (1991)

### Екранизации
- 1984 Enten ENTEN eller ELLER – тв минисериал
- 1994 Flåttum Gård – тв минисериал, 1 епизод
- 1998 – 2000 Hotel Cæsar – тв сериал, 8 епизода
- 1999 – 2000 Familiesagaen De syv søstre – тв сериал, 4 епизода
- 2001 Soria Moria – тв сериал, 5 епизода
- 2003 Fox Grønland – тв сериал, 1 епизод